# Massief van de Vesder
Het Massief van de Vesder of Dekblad van de Vesder (Frans: Nappe/Massif de la Vesdre) is een geologische onderverdeling van de Belgische Ardennen, genoemd naar de rivier de Vesder. Het Massief van de Vesder vormt een band van het westzuidwesten tot oostnoordoosten, ongeveer van Fléron ten oosten van Luik tot Raeren en de Duitse grens ten zuiden van Aken. Deze band is ongeveer 10 kilometer breed en ongeveer 30 kilometer lang. Hoewel dezelfde structuur in Duitsland doorloopt wordt daar de naam "Inde-Decke" gebruikt. In het Massief van de Vesder liggen gesteenten met een ouderdom uit het Vroeg-Devoon tot het Namuriaan (400 tot 315 miljoen jaar oud) aan het oppervlak. Deze zijn tijdens de Hercynische orogenese (rond 380-350 miljoen jaar geleden) over het verder naar het noorden gelegen Massief van Herve naar het noorden geschoven en daarbij geplooid en doorbroken. De plooien creëren langgerekte dagzomen van afwisselend kalk- en kleisteen ("schiefer") die een landschap van ruggen en dalen vormen.

## Gesteente
Het Massief van de Vesder bestaat uit gesteenten uit het Devoon en Carboon. Ze vormden in de ondiepe zee ten zuiden van het continent Euramerika ("old red sandstone continent"). Hier lag een zogenaamd achterboogbekken (het Rhenohercynisch bekken). In het bekken vond gedurende het Devoon en vroege Carboon tektonische daling plaats. Er zijn vier grote fasen van transgressie van de zee uit deze twee periodes te herkennen in het gebied. In het Laat-Carboon groeide ten zuiden van het bekken de Hercynische gebergteketen (cordillera) en ontstonden in de Devonische gesteenten de plooien en overschuivingen die we vandaag de dag zien. In de latere fasen van de orogenese (gebergtevorming) werden de in dit bekken gevormde gesteenten tot boven de zeespiegel opgeheven. In tegenstelling tot het (oudere) gesteente van het Massief van Stavelot ervoer het gesteente uit het bekken nooit hooggradige metamorfose.

### Devoon
Over het algemeen worden in het gebied dezelfde geologische formaties uit het Devoon en Carboon herkend als verder naar het westen in de omgeving van Dinant. Ze liggen discordant over oudere metamorfe gesteenten uit het Cambrium en Ordovicium. De eerste transgressie begint met niet overal even goed ontwikkelde lagen fluviatiele conglomeraten, kwartsieten en grove zandsteen uit het Lochkoviaan (rond 415 miljoen jaar oud; de Formaties van Marteau en Bois d'Ausse). Daarboven liggende lagen fijner gesteente werden afgezet door de zee (Formaties van Solières en Acoz). Gesteenten uit het latere Pragiaan en Emsiaan (ongeveer 410-393 miljoen jaar geleden) ontbreken in het gebied, dat weer boven water kwam te liggen, waardoor er erosie optrad.
Tijdens het Eifeliaan (rond 390 miljoen jaar geleden) vond een tweede transgressiefase plaats. Opnieuw ligt aan de basis een conglomeraatgesteente (Formatie van Vicht). Daarboven volgen zand- en siltsteen afgezet in ondiep water (Formatie van Pépinster). Schelpen van de brachiopode Stringocephalus burtini in deze lagen zijn gidsfossielen voor het Givetiaan (388-383 miljoen jaar geleden). Daarop ligt een pakket voornamelijk grijzige kalksteen, waarin op sommige plekken fossielen van koraal en crinoïden (zeelelies) voorkomen (Formaties van Névremont, Le Roux en Lustin) en kleisteen of schalie met fossiele koralen en stromatoporen (Formaties van Aisemont en Lambermont). Deze kalk- en kleisteenlagen werden in de ondiepe zee van het late Givetiaan en vroege Frasniaan gevormd (rond ongeveer 383 miljoen jaar geleden). Fossielen van brachiopoden, goniatieten, inktvissen en zeelelies bevestigen de mariene oorsprong van het gesteente en kunnen in sommige gevallen gebruikt worden om het te dateren. De geleidelijke overgang van kalk naar klei laat zien dat de zee langzaamaan dieper werd.
In het onderste Famenniaan (ongeveer 370 miljoen jaar oud; Formatie van Hodimont) overheerst de kleiige siltsteen, met daarin micamineralen die van de klei leisteen maken (in de Vlaamse geologie vaak "schiefer" genoemd). De aanwezigheid van lagen rode ijzerhoudende oöliet laat zien dat het gesteente in zeer ondiep water gevormd werd. De facies van het gesteente wisselt tussen ondiep marien en lagunair. Er was in deze tijdsnede sprake van regressie van de zee.
Het bovenste Famenniaan (ongeveer 365-359 jaar oud) begint met fijnkorrelige zandsteenlagen (Formaties van Esneux en Souverain-Pré). Er zijn tijdens dezelfde tijdsnede echter ook kalkbanken met crinoïden en koralen gevormd (Lid van Baelen, Formatie van Dolhain) en de dikte van de formaties en lagen wisselt lokaal sterk. Dit duidt erop dat er vroege tektonische beweging plaatsvond, tijdens de afzetting van de gesteente - de invloed van het Hercynische gebergte dat in het zuiden aan het ontstaan was.

### Carboon
Boven op het Famenniaan komen evaporietlagen voor (Formatie van de Vesder, Groep van Bilstain), ontstaan tijdens momenten dat de lagune van de zee werd afgesloten. Bij het aanbreken van het Carboon moet het gebied zo goed als boven water hebben gelegen, maar aan het begin van het Viséaan (rond 347 miljoen jaar geleden) vond een derde grote fase van transgressie plaats. In deze tijdsnede werden eerst kalkconglomeraten en breccies (Formatie van Terwagne en Breccie van Belle Roche) afgezet, gevolgd door massieve, donkere, oöïdenhoudende kalkstenen (Formatie van Moha). De breccies worden verklaard door het deels oplossen van de onderliggende evaporiet nadat het zeewater zijn intrede deed.
Het middelste deel van het Viséaan (het "Liviaan", rond 340 miljoen jaar oud) bevat een afwisseling van zandige kalklagen en kalkarenieten (Groep van Juslenville), waarin soms brachiopoden, koralen, crinoïden of oöiden te vinden zijn, of zelfs bedden vol met puin van fossielen (zogenaamde biostromen). Op sommige niveaus komen algen voor, zelfs stromatolieten (fossiele algenmatten). De facies van dit gesteente wordt "paralisch" genoemd, hetgeen betekent dat het om en nabij de kustlijn is ontstaan: soms in de open zee, maar meestal in een lagune vlak achter de kustlijn, met regelmatige invloed van de zee in de vorm van kustdoorbraken en overstromingen.
De top van het Viséaan bestaat uit een erosievlak waaronder karstverschijnselen te vinden zijn. Rond deze tijd (331 miljoen jaar geleden) lag het gebied weer boven water. Dit resulteerde in een hiaat in de gesteentelagen tussen het Viséaan en de Steenkoolgroep (Frans: "le houiller"; Namuriaan, ongeveer 326-313 miljoen jaar oud). De Steenkoolgroep zelf bestaat grotendeels niet uit steenkool maar uit een afwisseling van kalksteen, kalkige zandsteen, siltsteen en schalie. De laagjes steenkool werden in het verleden afgegraven, zoals in de omgeving van Lontzen. De steenkool ontstond uit organische resten die werden afgezet in moeras, de zandsteen werd gevormd in de delta's van rivieren die het bekken opvulden. De schalie en kalksteen werden afgezet onder ondiep mariene omstandigheden. Dit betekent dat de relatieve zeespiegel fluctueerde, maar naar boven toe wordt de invloed van de zee geleidelijk minder. Door de vorming van het Hercynische gebergte was het bekken bezig te sluiten.
Gedurende het Laat-Carboon (vanaf het Westfaliaan) kwam het gebied definitief boven water te liggen. Uit die tijd komen er in het oosten van de Ardennen geen gesteentes meer voor. De vroegst volgende gesteentelagen in het gebied komen uit het Laat-Krijt (ongeveer 80 miljoen jaar oud, Campaniaan). Deze lagen bestaan voornamelijk uit zand, dat door het mineraal glauconiet een groenige kleur heeft (Formatie van Aken). Het Krijt is in het gebied rond Verviers geheel door erosie verdwenen maar ligt in het oosten, tegen de Duitse grens, discordant over de geplooide lagen uit het Devoon en Carboon.

## Tektoniek
Het Massief van de Vesder vormt een van de drie onderverdelingen van het synclinorium van Verviers. Dit gebied, doorsneden met synclines, overschuivingen en out of sequencebreuken vormt de noordelijke flank van de Ardennen, tussen het Massief van Stavelot (de kern van de Ardennen in het zuiden) en het Massief van Brabant (in het noorden).

### Structuren
In het Synclinorium van Verviers zijn de gesteentes uit het Devoon en Carboon intens geplooid en verbroken. De plooien liggen ongeveer van het zuidwesten tot het noordoosten. Aan het oppervlak ligt in de anticlines meestal gesteente uit het Devoon (Famennien) en in de synclines gesteente uit de Kolenkalk-groep (Boven-Carboon).
In het gebied komen twee groepen breuken voor. Ten eerste zijn er Hercynische overschuivingen in het Devoon en Carboon. Deze liggen in dezelfde oriëntatie als de plooien (ongeveer van het zuidwesten naar het noordoosten). Er zijn ook breuken gerelateerd aan het ontstaan van de Roerdalslenk verder naar het oosten gedurende het Neogeen (vanaf ongeveer 25 miljoen jaar geleden). De oriëntatie van deze breuken is ongeveer van noordnoordwesten tot zuidzuidoosten. Ze doorsnijden zowel de oudere gesteentes uit het Paleozoïcum als de recentere bedekking daarvan uit het Krijt en Tertiair. Sommige van deze breuken zijn nog steeds actief. Aardschokken komen vaker voor in het gebied dichter bij de Roerdalslenk.

### Relatie tot andere eenheden
Het Massief van de Vesder werd tijdens de Hercynische orogenese over het Venster van Theux en Massief van Herve naar het noordnoordwesten geschoven. De overschuiving wordt bij het Venster van Theux de Overschuiving van Theux genoemd, en bij het Massief van Herve de Tunnel-overschuiving.
Het Massief van de Vesder kan tektonisch gezien worden als een dekblad binnen het Synclinorium van Verviers, maar het is zelf ook doorbroken door meerdere overschuivingen. De interne onderverdelingen kunnen ook als aparte dekbladen beschouwd worden. Van zuid naar noord zijn er tussen het Massief van Stavelot en de Tunnel-overschuiving vijf zulke eenheden te herkennen.
Het Venster van Theux is een gebied rond Theux waar het Massief van de Vesder door erosie ontbreekt. Het Massief van Herve ligt verder naar het noorden aan het oppervlak. Beide andere onderverdelingen (Herve en Theux) bestaan eveneens uit gesteenten met een ouderdom van Vroeg-Devoon tot Westfaliaan ("houiller", Laat-Carboon), die door de Hercynische orogenese werden geplooid en doorbroken/overschoven. Verder naar het noorden worden deze gesteenten afgedekt door jongere afzettingen uit het Krijt, met name geldt dit voor het Massief van Herve. Het Synclinorium van Verviers vormt een continuering van het Synclinorium van Dinant verder naar het westen. De gesteenten daar zijn vergelijkbaar in ouderdom en lithologie, zodat het gebied ook dezelfde geomorfologische/landschappelijke kenmerken heeft.

## Landschap
Bijgevolg uit zich in het gebied tussen Luik en Aken een invloed op het landschap die analoog is aan die van de Condroz, zij het op minder duidelijke wijze.
In het gebied ten westen van Aken noteert men de aanwezigheid van kalksteen en zandsteen van het Carboon (Viséaan en "houiller") en het Devoon (Famenniaan). Er is hier  een Condruziaanse geplooide structuur (Famenniaan-kam van Eupen - Kettenis - Raeren).